# Cyrtaspis scutata
Cyrtaspis scutata är en insektsart som först beskrevs av Toussaint de Charpentier 1825.  Cyrtaspis scutata ingår i släktet Cyrtaspis och familjen vårtbitare. Inga underarter finns listade i Catalogue of Life.